# Daniel Ravier
Pour les articles homonymes, voir Ravier.
Daniel Ravier, né le 17 mars 1948 dans le 3e arrondissement de Lyon, est un ancien footballeur professionnel français. Il évoluait au poste de milieu de terrain. Il a été sélectionné deux fois en équipe de France.

## Carrière

### En club
- 1968-1974 :  Olympique lyonnais
- 1975-1977 : Stade de Reims
- 1977-1979 :  Olympique lyonnais
- Villefranche

### En équipe nationale
Il a eu deux capes avec l'équipe de France, obtenues les 8 septembre et 21 novembre 1973.

## Palmarès
- Vainqueur de la Coupe de France en 1973 avec l'Olympique lyonnais
- Finaliste de la Coupe de France en 1977 avec le Stade de Reims